# La Jemaye-Ponteyraud
La Jemaye-Ponteyraud – gmina we Francji, w regionie Nowa Akwitania, w departamencie Dordogne. W 2013 roku liczba ludności wynosiła 158 mieszkańców. 
Gmina została utworzona 1 stycznia 2017 roku z połączenia dwóch ówczesnych gmin: La Jemaye oraz Ponteyraud. Siedzibą gminy została miejscowość La Jemaye.